# Phepheng/Draaihoek
Phepheng/Draaihoek is een dorp in het district Kgalagadi in Botswana. De plaats telt 994 inwoners (2011).